# Batalla de Villafranca
La batalla de Villafranca del Cid, también conocida como de Tots Sants o del mas de la Carrasca, fue un combate sucedido entre el 29 y el 30 de octubre de 1874, durante la tercera guerra carlista en el campo de operaciones del Centro, más concretamente en la zona del Maestrazgo. Fue una acción de represalia carlista por las caídas en manos liberales de los pueblos de Villahermosa del Río y Vistabella del Maestrazgo. Todo se inicia el 28 de octubre, a raíz del movimiento desde la plaza de Morella de una columna liberal al mando del coronel Montero hacia Villafranca del Cid, debido a informes en los cuales se tenía noticia de fuerzas carlistas en dicho pueblo. Una vez en la zona, dicha columna fue sorprendida por las unidades carlistas que sin problema alguno derrotaron al coronel Montero y sus tropas al estar esperándolos en posiciones ventajosas. La columna de socorro, que salió desde Culla al mando del brigadier Eulogio Despujol y Dusay no llegó a tiempo, y viendo la situación de tener numerosas fuerzas enemigas en la zona y estar dichas fuerzas en terreno ventajoso sobre el pueblo decide replegarse a Morella para evitar otra derrota. Las unidades de Despujol inician movimiento de repliegue a las 7 de la mañana del día 29 hacia Morella, cuando en ese momento los carlistas entran en el pueblo y rodean a las tropas liberales, las cuales son atacadas por todos los frentes. Despujol, viendo la gravedad de la situación, ordena atacar uno de los flancos, y con gran número de bajas consigue la columna huir hacia Morella por la zona de la cañada que lleva a Ares del Maestre. A raíz de estos combates el brigadier Eulogio Despujol y Dusay fue ascendido a mariscal de campo.

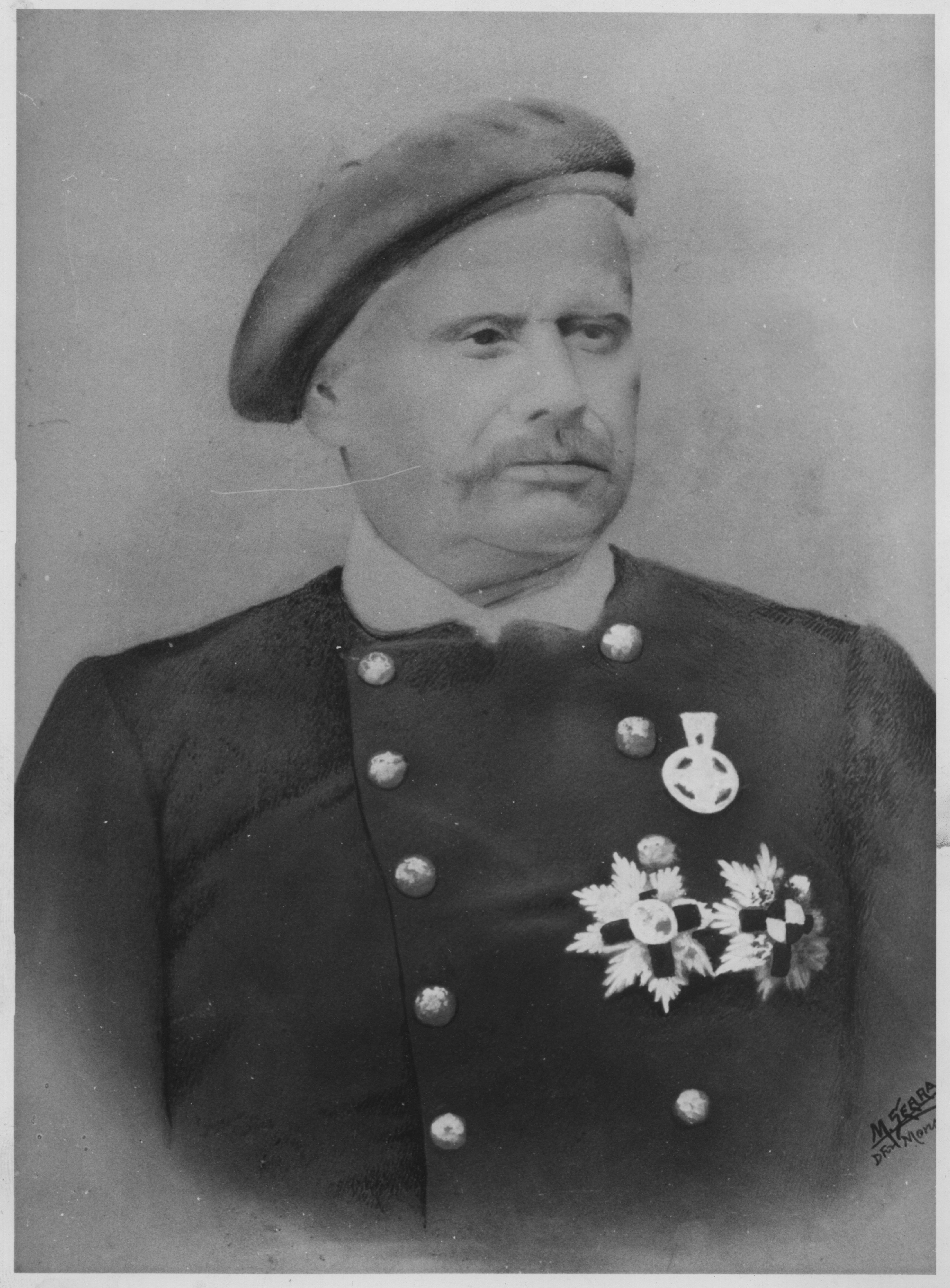
Pascual Cucala Mir.

Sobre esta batalla escribió Pascual Cucala en su diario: 

Día 20 y 21 de octubre. Estando al mando de dos brigadas y sabiendo que el brigadier Despujol bajaba de Zaragoza con dirección a Villafranca, tomé la marcha a ver si yo le podía atacar. Llegué a Villafranca y mandé una compañía a hacerle salir de Villafranca; toda la demás fuerza yo la tenía emboscada. Salieron dos compañías del enemigo y yo mandé retirar a la compañía. En vista de que el fuego aumentaba salió del enemigo un batallón y el brigadier Despujol. Mandé a la bayoneta y los hacemos retirar dentro de la población. Les hacemos cinco prisioneros y 13 bajas. El fuego duró tres horas. Por la noche me quedé acampado fuera del pueblo y por la mañana vino el jefe Gamundi con las fuerzas. Le dije a Gamundi que yo retiraría y que él tomase la población, para cortarle la retirada. Al romper el fuego el 1º batallón con la columna mandé retirar y Gamundi entró por la retaguardia. El enemigo les hace una descarga, le hace seis caballos muertos y se retiran los carlistas dentro de la población. Entonces emprendió la marcha Despujol y se encuentra con Velasco. La Caballería de Pujol rompió el cuadro al Jefe Velasco y le hizo algunas bajas. Despujol emprendió la marcha en dirección a Morella; yo y Velasco tomamos la dirección a Castellfort y emprendimos a Pujol haciéndole retirar dispersado a Morella; las bajas del enemigo fueron 30 y nosotros 10; todo esto pasó en Villafranca.